# Un jour mon prince viendra (téléfilm)
Pour l’article homonyme, voir Un jour mon prince viendra.
Pour plus de détails, voir Fiche technique et Distribution.
Un jour mon prince viendra (Smooch ) est un téléfilm américain de comédie réalisé par Ron Oliver, diffusé le 5 février 2011 sur Hallmark Channel et en France le 25 août 2011.
Ce téléfilm a été écrit par Howard Burkons et Terry Spencer Hesser, et produit par Richard D. Arredondo. Le film raconte l’histoire de Zoé, joué par Kiernan Shipka qui trouve un prince grenouille (Simon Kassianides (en)) pour sa maman Gwen (Kellie Martin).

## Synopsis
À San Francisco, la famille Cole tient un restaurant, mais le mari de Gwen Cole décède la laissant toute seule avec leur fille Zoé,.
Pensant que l'amour est archaïque et vieux jeux, Perceval le marquis de Semerlande fait un mariage arrangé sans amour, uniquement par devoir d'épouser quelqu'un du même titre que lui. Mais ce mariage blanc avec une femme qu'il ne connait même pas, le pousse à boire pour oublier et il s'endort dans une barque.
Au collège, lors d'un cours de dissection, Zoé sauve et embrasse une grenouille qui se sauve. En la cherchant, Zoé trouve endormi dans la barque, Perceval qu'elle pense être la grenouille transformé en prince, Flynn. Perceval est amnésique. Zoé présente le prince Flynn à Gwen, sa mère. Flynn épouse Gwen.

## Fiche technique
- Titre original : Smooch
- Titre français : Un jour mon prince viendra
- Réalisation : Ron Oliver
- Scénario : Howard Burkons et Terry Spencer Hesser
- Photographie : Kees Van Oostrum
- Musique : Claude Foisy
- Production : Richard D. Arredondo
- Pays d'origine :  États-Unis
- Langue originale : anglais
- Format : couleur - 35 mm - 1,85:1 - son Dolby Digital
- Durée : 88 minutes
- Dates de diffusion : 
  -  États-Unis : Smooch : 5 février 2011
  -  France : Un jour mon prince viendra : 25 août 2011
  -  Italie : Un Principe per mamma : 3 janvier 2013
  -  Espagne : Felices para siempre : 29 décembre 2013

## Distribution
- Kiernan Shipka : Zoé Cole, la fille
- Kellie Martin : Gwen Cole, la maman de Zoé
- Simon Kassianides (en) : Perceval / Flynn, le prince grenouille
- Nick Ullett (en) : Wilkins, le major d'homme de Percy
- Rod Myers : Sam Simon, le copain de classe
- Emma-Lee Hess : Kate / Rosy, la sœur de Gwenn
- Michael R. Wilson : Stanley Novak, le mari de Rosy
- Geoffrey Beauchamp : Duc de Hamm
- Joanna Hastings : Duchesse de Hamm
- Sonja Crosby : Alice / Hillary, la fiancée de Perceval
- Peter Carey : Père de Hillary
- Tom Carlson : Homme massif 1

## Lieux de tournage
Le film a été tourné à Detroit (Michigan) et à San Francisco (Californie) aux États-Unis.